# Rentweinsdorf
Rentweinsdorf település Németországban, azon belül Bajorországban. Lakosainak száma 1575 fő (2023. december 31.).

## Népesség
A település népessége az elmúlt években az alábbi módon változott:
| Lakosok száma | 506  | 771  | 831  | 1361 | 1566 | 1573 | 1538 | 1583 | 1596 | 1575 |
|               | 1875 | 1950 | 1975 | 1987 | 2012 | 2014 | 2016 | 2017 | 2021 | 2023 |